# 가메이다촌
가메이다촌(亀井田村)은 야마가타현 기타무라야마군에 있던 촌이다. 현재의 오이시다정 서반, 모가미강 좌안에 해당한다.

## 역사
- 1889년 4월 1일 - 정촌제 시행에 의해 8촌의 구역을 가지고 성립하였다.
- 1955년 1월 1일 - 오이시다정, 요코야마촌과 합병해, 새로운 오이시다정이 성립, 동일 가메이다촌은 폐지되었다.

## 참고문헌
- 角川日本地名大辞典 6 山形県